# Maurice Mariaud
Maurice Mariaud (1875 – 1958) fue un director, actor y guionista cinematográfico de nacionalidad francesa, activo en la época del cine mudo.

## Biografía
Nacido en Marsella, Francia, inició su actividad cinematográfica tras fundar los hermanos Charles y Emile Pathé, y Léon Gaumont, las compañías productoras Pathé y Gaumont.
Más adelante Mariaud contactó con el portugués Raul de Caldevilla para realizar un film en Portugal. Una vez en ese país, Mariaud dirigió varias producciones para Caldevilla Film y otra compañía. El primero de sus trabajos en Portugal fue Os Faroleiros (1923), una de sus películas de mayor éxito, que Pathé se encargó de distribuir. Su segundo film, menos conocido y dirigido para Cadevilla Film en el mismo año, fue As Pupilas do Senhor Reitor. Antes de volver a Francia filmó O Fado. Sin embargo, Mariaud volvió a Portugal en 1931 para dirigir una película sobre una gitana que se baña desnuda, Nua, film que se considera perdido.
Maurice Mariaud falleció en París, Francia, en 1958.

## Filmografía

### Actor
| - 1911 Le Trésor - 1911 Le Bas de laine - 1912 La Flétrissure, - 1912 La Gloire et la douleur de Ludwig van Beethoven - 1913 Le Guet-apens nella parte di Raybard - 1913 Frères ennemis - 1913 Un scandale au village, de Louis Feuillade y Maurice Mariaud - 1913 La Mort de Lucrèce, de Louis Feuillade - 1916 Le Crépuscule du coeur | - 1916 The Twilight of the Heart - 1917 Le Nocturne à la poupée - 1918 L' Âme de Pierre - 1919 Quand la raison s'en va - 1920 L'Étau - 1922 Os Faroleiros - 1922 O Faroleiro da Torre do Bugio - 1922 La Terre du diable - 1929 Le Secret du cargo - 1929 L' Énigme du poignard |

### Director
| - 1912 Okoma - 1913 Un scandale au village, codirigida con Louis Feuillade - 1913 Le Musicien - 1913 Le Baiser rouge - 1913 L'Aveugle - 1914 Prince en exil - 1914 Le Petit clairon - 1914 La Peste noire - 1914 Les Donataires (I Donatori) - 1914 La Main de l'autre - 1914 Cléopâtre - 1916 Nemrod et cie - 1916 Le Roi de l'étain - 1917 Les Mouettes - 1917 Le Nocturne à la poupée | - 1917 La Danceuse Volée - 1918 La Calomnie - 1920 L’Etau - 1920 Tristano e Isotta - 1921 L’Idole Brisé - 1921 L´Homme de la Poupée - 1921 L’Aventurier - 1923 Os Faroleiros - 1923 As Pupilas do Senhor Reitor - 1923 O Fado - 1924 L'Aventurier - 1924 La Goutte de sang - 1925 Mon Oncle - 1929 Le secret du Cargo - 1931 Nua |

### Guionista
| - 1917 Les Mouettes - 1917 Le Nocturne à la poupée - 1922 Os Faroleiros - 1922 O Faroleiro da Torre do Bugio | - 1925 Mon oncle - 1929 Le Secret du cargo - 1929 L' Énigme du poignard |